# بیلی فیسک
بیلی فیسک (انگلیسی: Billy Fiske; ۴ ژوئن ۱۹۱۱ – ۱۷ اوت ۱۹۴۰) فرد نظامی و ورزشکار بابسلد اهل ایالات متحده آمریکا بود.
از افتخارات وی می‌توان به کسب مدال طلا در بازی‌های المپیک زمستانی ۱۹۲۸ و بازی‌های المپیک زمستانی ۱۹۳۲ اشاره کرد.
زمانی که جنگ جهانی دوم در سال 1939 آغاز شد فیسک به انگلیس سفر کرد و به گردان هوایی سلطنتی ملحق شد . او ادعا کرد که شهروند کانادایی است تا بتواند وارد گردان هوایی بشود . او در جنگ بریتانیا شرکت کرد و در تاریخ 17 آگوست 1940 در نبرد کشته شد . پس از جیمی دیویز ، ویلی فیسک دومین خلبان آمریکایی تباری بود که در جنگ جهانی دوم در نبرد کشته شد . تابلوی او در زمین کلیسای جامه سنت پل در لندن نصب شد که نوشته بر روی آن : یک شهروند آمریکایی برای زنده ماندن انگلستان فدا شد .
بین دوران حرفه ای المپیکی او و خدمات نظامی خود فیسک در توسعه اولین تفرجگاه کوه آسپن نقش اساسی داشت . فیسک و شریکش اولین پله های اسکی و مرکز اقامتی را در شهر کوهستانی دور افتاده کلرادو اسپن ساختند .  پس از کشته شدن او و اتمام جنگ ، دیگران به این کار ادامه دادند.

## اوایل زندگی
وی در سال 1911 در شیکاگو متولد شد . پسر بیولا و ویلیام فیسک ، یک نجیب زاده بانکدار نیوانگلندی . او در شیکاگو به مدرسه ای رفت و سپس سال 1924 به فرانسه رفت و در سن 16 سالگی بازی ریل ابر سرا جدیدی را کشف کرد . همچنین در سال 1928 به دانشگاه ترینیتی هال کمبریج رفت و رشته تاریخ و اقتصاد را مطالع کرد .
در سال 1936 تد رایان وارث فورچون رایان تعدادی عکس از نزدیکی های کوه های آسپن کلرادو به فیسک نشان داد . این تصاویر توسط یک مرد به رایان داده شده بود که قصد جلب یک سرمایه گذار در معدن را داشت . اما فیسکه ورایان در آن ها منطقی برای اسکی در سراشیبی کوه دیدند و ایده ای که قرار بود آن دو در مورد تاسیس یک مکان اسکی مشابه آنهایی که فیسک در کوهای آلپ دیده بود در ایالات متحده صحبت کردند تا آن را ایجاد کنند . 
فیسکه و رایان به آسپن رفتند، که در آن زمان شهر کوه‌نورده‌ای که چندین دهه از دوران سرزمین طلایی خود در دهه ۱۸۸۰ جدا شده بود. خیلی از ملک‌های رها شده در اطراف شهر با قیمت‌های بسیار پایینی قابل دسترسی بودند. فیسکه یک گزینه‌ی یکی از آن‌ها را خرید و او و رایان برنامه‌های مربوط به یک ویلا اسکی را کشیدند. در فصل بعدی، راهنماها را استخدام کردند، از جمله قهرمان اسکی سوئیسی "آندره روش" که در حال تحصیل در دانشگاه رید اورگون بود. ویلا در انتهای سال ۱۹۳۷ باز شد و چند هفته بعد هم یک لیفت وقتی که جدید اسکی راهی می‌شد، باز شد. این واقعه‌ها به عنوان آغاز اسکی در آسپن شناخته می‌شوند. 